# La caída de Númenor
La caída de Númenor es el sexto volumen (según el orden de publicación en España por Ediciones Minotauro) de la serie de libros que forman La historia de la Tierra Media, editada por Christopher Tolkien. En este volumen Tolkien analiza algunos de los manuscritos inéditos de su padre; y en especial se centra en dos grupos de escritos homogéneos que abarcan los conocidos como «Los papeles del Notion Club» y «El hundimiento de Anadûnê».

## Historia editorial
La caída de Númenor es un volumen que existe exclusivamente en español, pues originalmente fue publicado en inglés por HarperCollins en 1992 en un único tomo con el contenido de El fin de la Tercera Edad, con el título Sauron Defeated, y como el volumen 9 de 12 de The History of Middle-earth. Ediciones Minotauro tomó la decisión editorial de dividir la serie en dos: La historia de la Tierra Media, con nueve volúmenes de los que éste fue el sexto; y La historia de El Señor de los Anillos con cuatro volúmenes de los que El fin de la Tercera Edad fue el cuarto. Ambos fragmentos de Sauron Defeated se publicaron en español en 1992.

### Los papeles del Notion Club
Esta obra, concebida inicialmente de un modo totalmente independiente del legendarium global de la Tierra Media, hace referencia a las actas escritas en un supuesto club de intelectuales de Oxford conocido como Notion Club durante los años ochenta del siglo XX. En dichas actas se narran las reuniones de sus miembros, centrando la atención en un primer momento en aspectos filológicos, pero poco a poco van ganando en importancia las experiencias de dos de sus componentes, que se ven trasladados por medio de sueños y visiones hasta lo que parece ser el hundimiento de la Atlántida.
El origen de este relato fue «una apuesta» de Tolkien con C. S. Lewis en la que ambos autores se comprometieron a desarrollar una historia relacionada con un viaje espacial y con un viaje temporal. Lewis cumplió su parte, el viaje espacial, y su historia fue publicada bajo el título de Más allá del planeta silencioso en 1938, pero la obra de Tolkien, el viaje temporal, quedó inconclusa habiendo llegado hasta nosotros únicamente los textos del Notion Club. Las razones por las que no pudo terminar su novela se relacionan con la propia escritura de El Señor de los Anillos y el incremento paulatino de las divagaciones filológicas sobre la propia evolución de la historia.

### El hundimiento de Anadûnê
Este texto es una de las muchas versiones de la historia de la isla de Númenor, que incluye una extensa (aunque incompleta) descripción del adunaico o dunael, el idioma propio de los dúnedain que habitaban la isla en la Segunda Edad del Sol. En línea con la afición de Tolkien por introducir una historia dentro de otra historia, formando diversas capas de realidad, este relato se pone en boca de Arundel Lowdham, uno de los miembros del Notion Club, que se supone que lo aprendió en sueños.